# Sitio de Jerusalén (37 a. C.)
El Sitio de Jerusalén del año 37 a. C. fue el momento culminante de la campaña de Herodes el Grande que le aseguró el trono de Judea, Galilea, Samaria e Idumea. Gracias a la ayuda proporcionada por Marco Antonio, fue capaz de capturar la ciudad y deponer a Antígono Matatías, poniéndose fin al régimen de los Asmoneos.